# Irfan Horozović
Irfan Horozović (Banja Luka 27. travnja 1947. - ), bosanskohercegovački književnik bošnjačke nacionalnosti.

## Životopis
Irfan Horozović je u Banjoj Luci završio osnovnu školu i Gimnaziju. Filozofski fakultet (Komparativna književnost i Jugoslavenski jezici i književnosti) diplomirao u Zagrebu. Bio je urednik Studentskog lista Pitanja i Putevi. Bio je odgovorni urednik u izdavačkoj djelatnosti Novog glasa u Banjoj Luci. Urednik je u igranom programu Federalne televizije i glavni urednik časopisa Život.
Dramski tekstovi su mu izvođeni na radiju (Šesta smrt Benjamina Talhe, Zadovoljština, Kuburović, Posuđena rečenica), u teatrima (Ružičasta učiteljica, Soba, Pehlivan Arif Tamburija, Šeremet, Proba, Tri Sabahudina) i na televiziji (Šeremet). Neki od tih tekstova su prevedeni i igrani u Švedskoj i Poljskoj. Jedna adaptacija knjige Talhe pod nazivom Priče iz Šedrvanskog vrta postavljena je u Rimu.
Zastupljen je u brojnim antologijama pripovijetke, poezije i drame, te prevođen na više jezika. Iako nesumnjivo pripada književnosti svog naroda Irfan Horozović neodvojiv je od hrvatske književnost u kojoj je markirao značajnu stazu u hrvatskih borhesovaca.
Irfan Horozović je jedan od potpisnika "Povelje o bosanskom jeziku" kojom se suprotstavlja pokušajima pojedinih hrvatskih i srpskih lingvista da manipuliraju imenom bosanskog jezika u političke svrhe.
Živi u Sarajevu. 

## Djela
1. Šesta smrt Benjamina Talhe. Drama za glasove. Radio–Zagreb 1968.
2. Zvečajsko blago. Pjesme. Glas, Banja Luka 1969.
3. Ružičasta učiteljica. Dramolet. Narodno sveučilište "Božidar Maslarić", Osijek 1970.
4. Talhe ili šedrvanski vrt. Proze. BC, Zagreb 1972.
5. Soba. Groteska. Prolog. Zagreb 1971; – 2. izd. Zajednica profesionalnih pozorišta, Sarajevo 1977.
6. Tanka katanka. Farsa za djecu. Dječje pozorište Banja Luka 1971.
7. Zadovoljština. Drama za glasove. Radio–Zagreb 1972.
8. Salon gluhonijemih krojačica. Pripovijetke. Svjetlost, Sarajevo 1979.
9. Testament iz mladosti. Poezija. Glas, Banja Luka 1980.
10. Šeremet. Drama. Zajednica profesionalnih pozorišta BiH, Sarajevo 1985.
11. Karta vremena. Priče/roman. "Veselin Masleša", Sarajevo 1983.
12. Noćne ceremonije. Izabrane priče. Svjetlost, Sarajevo 1984./1985.
13. Vauvan. Roman za djecu. Klub "Ivan Goran Kovačić", Bihać 1986.
14. Rea. Kratki roman. "Veselin Masleša", Sarajevo 1987.
15. Mađioničar iz prijestolnice domina. Pripovijest za djecu. Glas, Banja Luka 1988.
16. Kalfa. Roman. Svjetlost, Sarajevo 1988.
17. Iluzionistov grob i lebdeća žena. Priče. Prosveta, Beograd 1991.
18. Posuđena rečenica. Drama za glasove. Radio–Sarajevo 1991.
19. Prognani grad. Priče. Antibarbarus, Zagreb 1994.
20. Bosanski Palimpsest. Priče. Durieux, Zagreb 1995.
21. Sličan čovjek. Roman. Bosanska knjiga, Sarajevo 1995.
22. Oblak čija lica prepoznajemo. Izabrane priče. Bosanska riječ, Wuppertal–Sarajevo 1997.
23. Knjiga mrtvog pjesnika. Poezija. Horus, Zagreb 1997.
24. Inspektor vrtnih Patuljaka. Roman za djecu. Bosanska riječ, Wuppertal–Sarajevo–Amsterdam 1998.
25. Proba. Dramolet. Kamerni teatar 55. Sarajevo 1998.
26. Berlinski nepoznati prolaznik. Roman. Ljiljan, Sarajevo 1998.
27. Prodavnica noževa. Izabrane priče. Damad. Novi Pazar 1999.
28. Izabrane pripovijetke. Sejtarija, Sarajevo 2000.
29. Filmofil. Roman. Sejtarija, Sarajevo 2000.
30. Imotski kadija. Roman. Ogledalo, Sarajevo 2000.
31. Tri Sabahudina. Tragična komedija. Praizvedba u Kamernom teatru 55 u Sarajevu # 12. 2001.
32. Izabrane Igre. Drame. Svjetlost, Sarajevo 2000.
33. Buduće svršeno vrijeme. Poezija. DES, Sarajevo 2001.

## Nagrade
- Nagrada "Sedam sekretara SKOJ–a" (1972.)
- Nagrada grada Banje Luke (1980.)
- Nagrada za najbolju knjigu za djecu u Bosni i Hercegovini (1987.)
- Nagrada Udruženja književnika Bosne i Hercegovine (1988.)
- Nagrada Društva pisaca Bosne i Hercegovine za (1998.)

## Vanjske povezive
- Irfan Horozović